# Salàs de Pallars
Salàs de Pallars (spanisch Salás del Pallars) ist eine katalanische Gemeinde (municipio) mit 349 Einwohnern (Stand: 2024) in der Provinz Lleida im Nordosten Spaniens. Sie liegt in der Comarca Noguera.
Neben dem namensgebenden Hauptort besteht die Gemeinde aus der Ortschaft Sensui.

## Geographische Lage
Salàs de Pallars liegt etwa 85 Kilometer nordnordöstlich von Lleida in einer Höhe von ca. 570 m. Der Noguera Pallaresa ist hier zur Embalse de San Antonio aufgestaut.

## Bevölkerungsentwicklung
| Jahr      | 1970 | 1981 | 1991 | 2001 | 2011 | 2021 |
| Einwohner | 490  | 401  | 336  | 330  | 353  | 343  |

## Sehenswürdigkeiten
- Burgruine

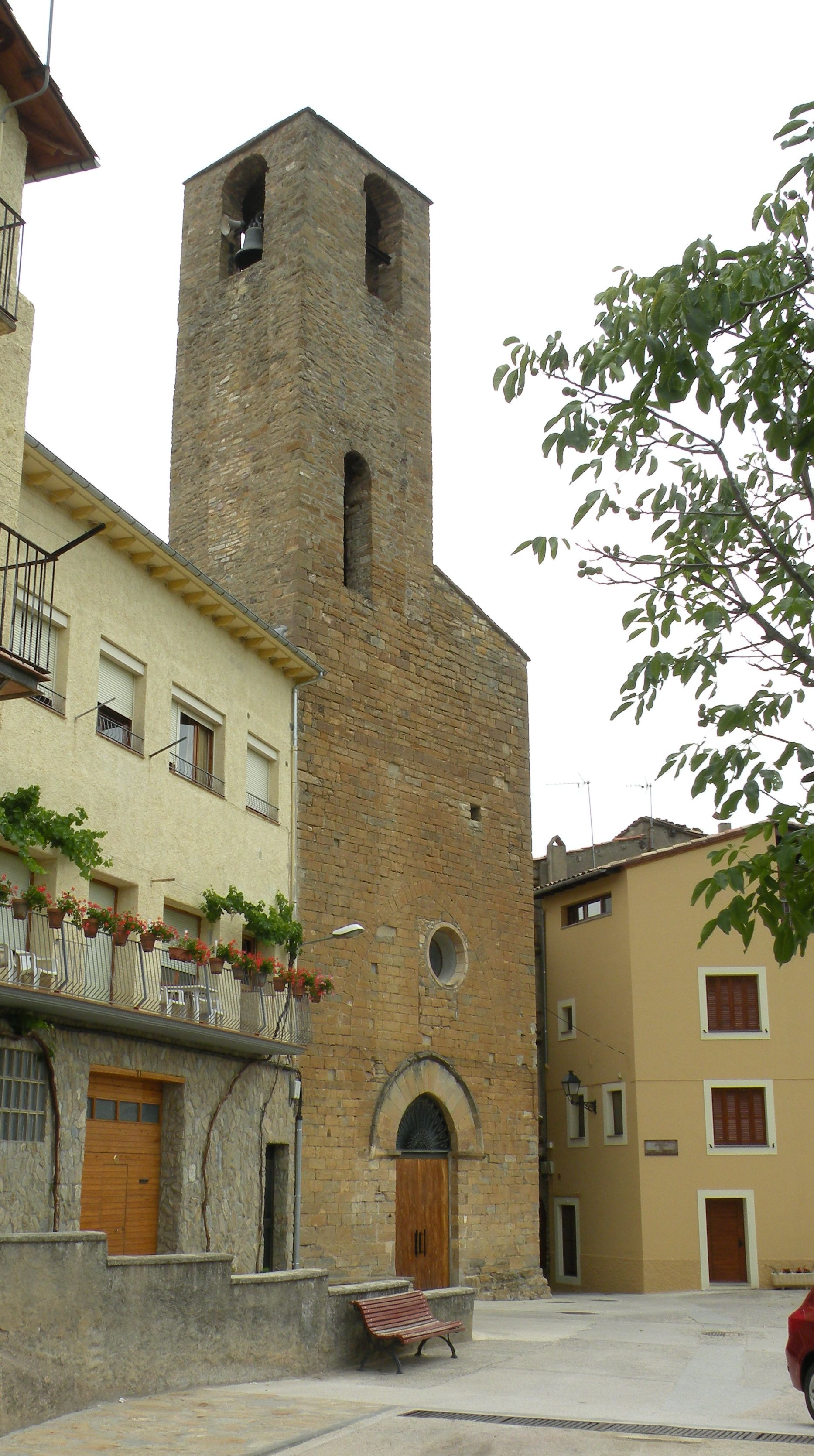
Marienkirche
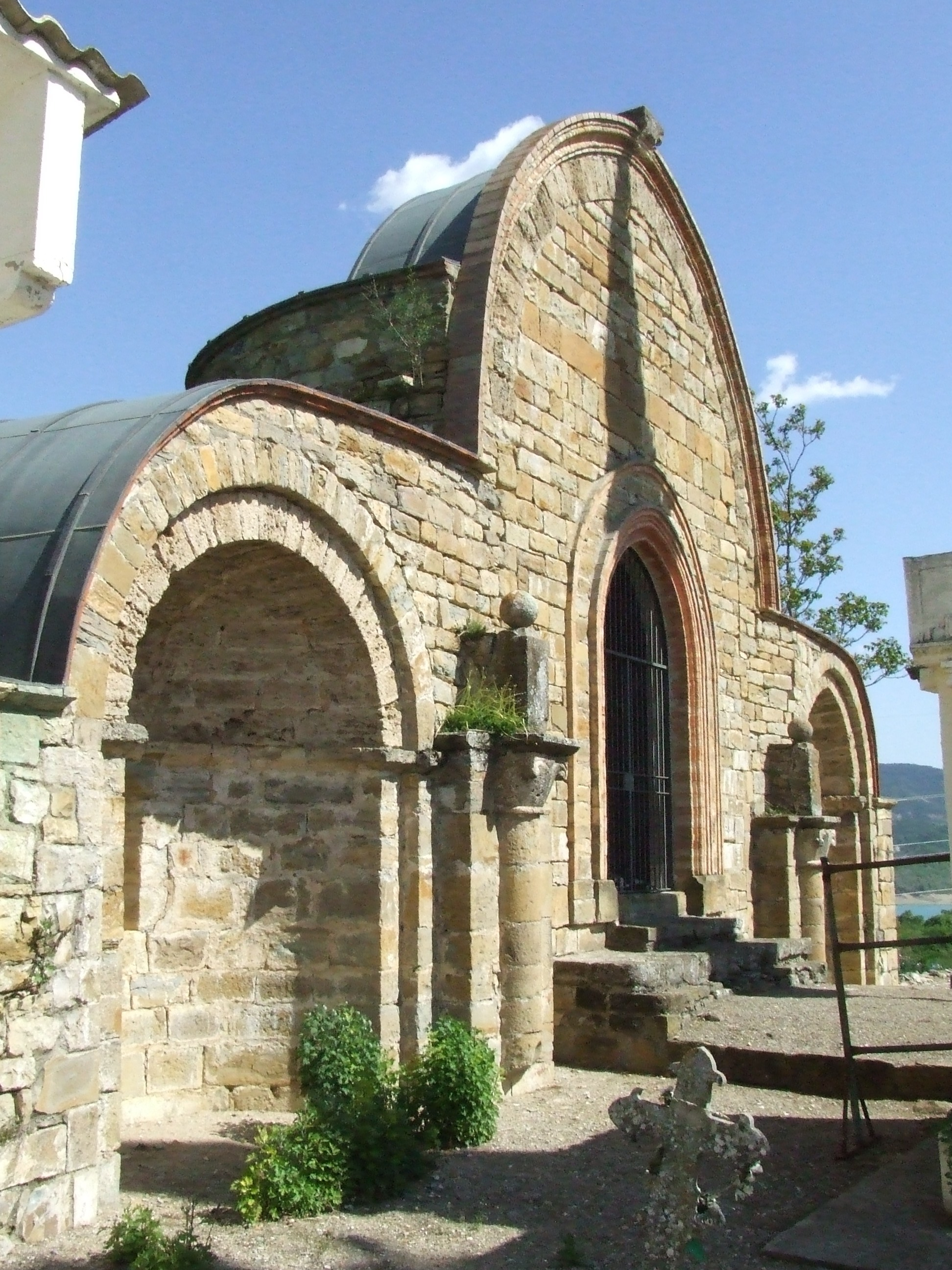
Peterskirche
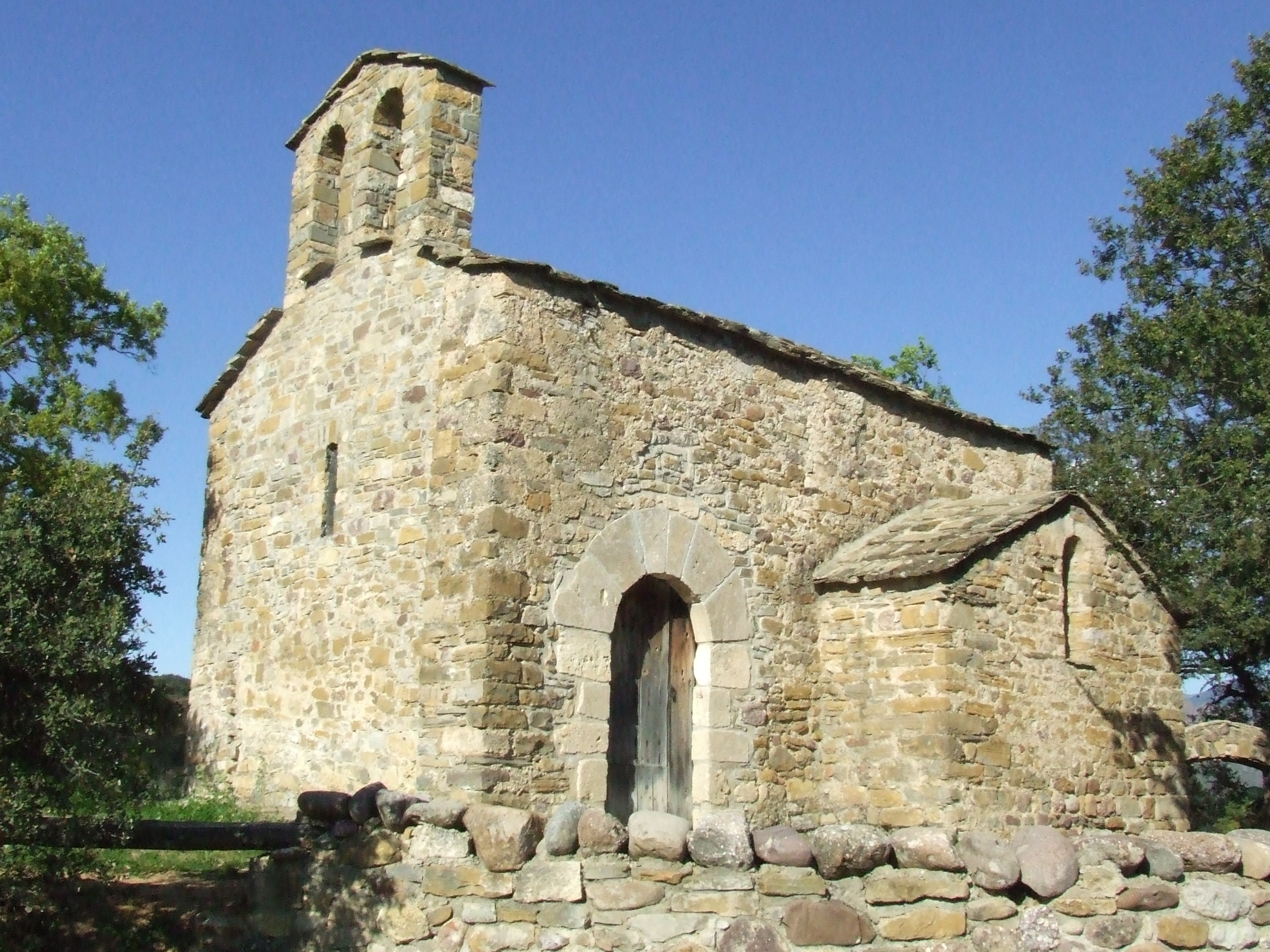
Barbarakirche

- Rochuskirche
- Ruine der Cyprianuskirche
- Barbarakirche in Sensui

- Marienkirche
- Peterskirche
- Barbarakirche